# Crédit agricole d'Aquitaine
 (août 2013).
Si vous disposez d'ouvrages ou d'articles de référence ou si vous connaissez des sites web de qualité traitant du thème abordé ici, merci de compléter l'article en donnant les références utiles à sa vérifiabilité et en les liant à la section « Notes et références ».
Le Crédit Agricole d'Aquitaine, officiellement Caisse régionale de crédit agricole mutuel d'Aquitaine, est l'une des 39 caisses régionales du groupe Crédit agricole. Il est implanté dans trois départements de Nouvelle-Aquitaine : la Gironde, les Landes et le Lot-et-Garonne. Son fonctionnement comme le reste des caisses régionales est mutualiste.

## Histoire
Le Crédit Agricole d’Aquitaine est né en 2001 du rapprochement des caisses régionales de la Gironde, du Lot et Garonne et du Sud Ouest

## Activité
Son réseau bancaire est composé de 196 points de vente, de 369 distributeurs de billets et 431 relais CA en décembre 2024.
L’activité de la Caisse régionale s’organise sur 3 sites avec chacun sa spécialisation :
- Site de Bordeaux : Direction générale et activités de pilotage
- Site d’Aire-sur-l'Adour : Direction bancaire, assurance et logistique
- Site d’Agen : Direction des crédits et Agriculture

### Caisses locales
Les sociétaires sont regroupés au sein de 102 Caisses locales qui forment le socle du fonctionnement coopératif du Crédit agricole.
Ils élisent dans ce cadre, et parmi eux, 1 1 89 administrateurs. En 2024, le Crédit Agricole d’Aquitaine compte 991 724 clients dont 555 553 sociétaires.

## Données financières
| Année                | 2024  |
| -------------------- | ----- |
| Produit net bancaire | 581.9 |
| Résultat net         | 92.6  |